# Équipe de France masculine de volley-ball
Cet article traite de l'équipe masculine. Pour l'équipe féminine, voir Équipe de France féminine de volley-ball.
Pour les articles homonymes, voir Équipe de France.
L'équipe de France masculine de volley-ball est composée des meilleurs joueurs français sélectionnés par la Fédération française de volley (FFVolley).
Le palmarès de la sélection française reste vierge jusqu'au milieu des années 2010, avec comme meilleurs résultats obtenus quatre places de finalistes en Championnat d'Europe (en 1948, 1987, 2003 et 2009) ainsi qu'une troisième place en Championnat du monde (en 2002).
Sous la direction de Laurent Tillie à partir de 2012, elle se hisse parmi les meilleures formations mondiales. Le 19 juillet 2015, les Bleus remportent la Ligue mondiale avant de remporter trois mois plus tard, leur premier titre majeur avec le Championnat d'Europe.
En 2017, l'équipe de France récidive en étant vainqueur d'une deuxième Ligue mondiale en trois ans.
Le 7 août 2021, alors que la France n'avait jamais atteint les quarts de finale aux Jeux olympiques, elle parvient à remporter le plus grand titre de son histoire à l'occasion de l'édition tokyoite. Elle devient à cette occasion la cinquième équipe française de sport collectif à remporter la médaille d'or, une première pour le volley-ball en France.
Le 10 août 2024, l'équipe renouvelle l'exploit en s'imposant lors de la finale de ses propres jeux olympiques.
L'Italien Andrea Giani en est le sélectionneur principal depuis le 29 mars 2022. Au cours de sa première année de mandat, la sélection gagne une 3e Ligue des nations, la première sous cette appellation.
La France est classée au 3e rang de la FIVB au 12 septembre 2022, perdant une place après sa défaite en quart de finale du championnat du monde 2022.
Redescendu au 6e rang à l’issue d’une année 2023 décevante, les français remportent à nouveau la Ligue des Nations en 2024 après des matchs de phase finale très disputés.
Cinq joueurs sont champions d'Europe 2015 et champions olympiques 2020 : Jenia Grebennikov, Nicolas Le Goff, Earvin Ngapeth, Kévin Tillie et Benjamin Toniutti.

## Histoire
La première rencontre officielle de l'histoire de l'équipe de France a lieu à Prague le 27 août 1946 contre la Tchécoslovaquie. Les Français s'inclinent lors de cette opposition amicale par 3 set à 0 (15-11, 15-9, 15-8). La France est affiliée à la Fédération internationale de volley-ball (FIVB) depuis 1947 et à la Confédération européenne de volley-ball (CEV) depuis 1963.

### 1948 et 1951: les premières médailles
L'équipe de France dispute la première édition du Championnat d'Europe en 1948 à Rome en Italie où les Bleus finissent second d'une poule unique de six équipes derrière la Tchécoslovaquie. Trois ans plus tard, la France organise à Paris l'édition 1951. Les Bleus finissent troisième parmi les dix meilleures équipes continentales.

### 1985 et 1987: podiums aux championnats d’Europe
En 1985, à Amsterdam, la France remporte sa première médaille depuis 1951 au Championnat d’Europe. Elle termine troisième du tournoi et s’octroie la médaille de bronze. Dans la poule finale, elle remporte trois de ses cinq matchs et concède ses deux défaites contre l’URSS (champion d’Europe) et la Tchécoslovaquie (médaille d’argent).
En 1986, Laurent Tillie, Stéphane Faure, Alain Fabiani, Philippe Blain et Éric Bouvier, font partie de l'équipe de France qui se prépara sous forme de commando en vue du Championnat du monde 1986 se déroulant en France. Les Bleus terminent à la sixième place de cette compétition, où Philippe Blain est élu meilleur joueur.
Un an plus tard, le 3 octobre 1987, les français s’inclinent en finale de l'Euro contre l’URSS (3 sets à 1), à Gand en Belgique. La France joue une finale, pour la première fois, depuis 1948. Avec cette performance, elle se qualifie directement et pour la première fois pour les Jeux olympiques, se déroulant à Séoul en 1988.

### 2002: une première récompense mondiale
En 2002, après un passage à vide de quinze années, la France monte pour la première fois de son histoire sur un podium d'une compétition mondiale. L’équipe, entraînée par le duo Philippe Blain-Glenn Hoag, domine la Yougoslavie dans le match pour la 3e place, en 3 sets (25-23, 25-23, 25-16) et décroche la médaille de bronze au Championnat du monde se déroulant en Argentine.

### 2003 et 2009: de l’argent en finales de championnats d’Europe
Un an plus tard, les Bleus disputent le Championnat d'Europe en Allemagne et parviennent en finale de la compétition pour la troisième fois de leur histoire après 1948 et 1987. L'équipe de France s'incline 2 à 3 (18-25, 42-40, 18-25, 29-27, 9-15) face à l'Italie au terme d'une finale disputée. Les Italiens sont les seuls à avoir battu, par deux fois (en match de poule et en finale) l’équipe emmenée par Frantz Granvorka et Hubert Henno, ce dernier, élu meilleur défenseur de cette compétition.
En 2006, grâce à sa victoire obtenue en demi-finale de la Ligue mondiale face à la Bulgarie (25-21, 25-20, 25-20), elle se hisse en finale. Les Français s’inclinent en 5 sets (25-22, 25-23, 22-25, 23-25, 13-15) contre les Brésiliens (futurs champions du monde 2006) et empochent la médaille d’argent.
Six ans plus tard, en 2009, les Bleus disputent une nouvelle finale lors du championnat d’Europe se déroulant en Turquie. Après avoir battu les Russes en demi-finale, en 5 sets, la France affronte la Pologne, le 13 septembre, pour le titre européen. Comme en 2003, c’est contre une même équipe que les Français perdent leurs deux seuls matchs du tournoi, dont la finale, en quatre sets (29-27, 25-21, 16-25, 27-25). De nouveaux joueurs comme Antonin Rouzier font leur apparition dans le groupe France.
Le match contre la Bulgarie, le 9 juin 2012 qui a privé les Bleus de Jeux olympiques 2012 est vécu comme une grande désillusion.

### Ère Laurent Tillie (2012-2021)

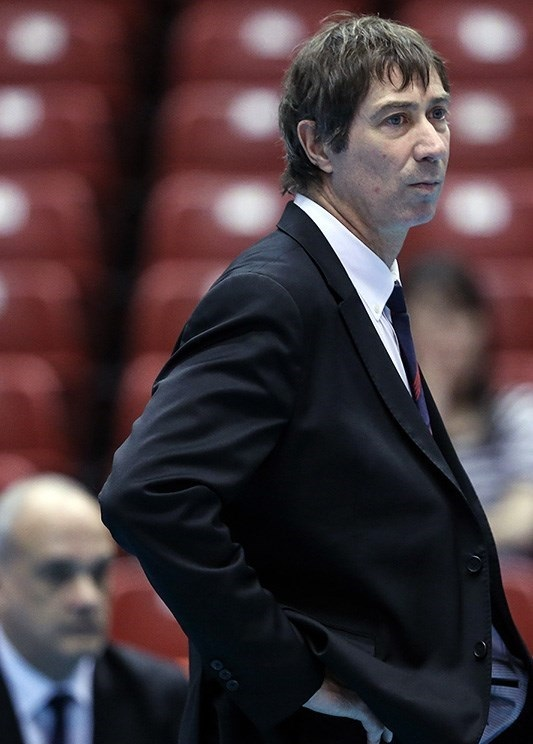
Laurent Tillie

#### 2012-2014: la montée en puissance
Le 2 juillet 2012, Laurent Tillie succède à Philippe Blain au poste de sélectionneur national. Il est secondé par Arnaud Josserand avec pour objectif commun de qualifier l'équipe pour les Jeux olympiques de Rio en 2016.
En 2014, les Bleus réalisent leur premier fait d'armes depuis 2009 en atteignant la demi-finale du Championnat du monde.

#### 2015: une année pour l'histoire

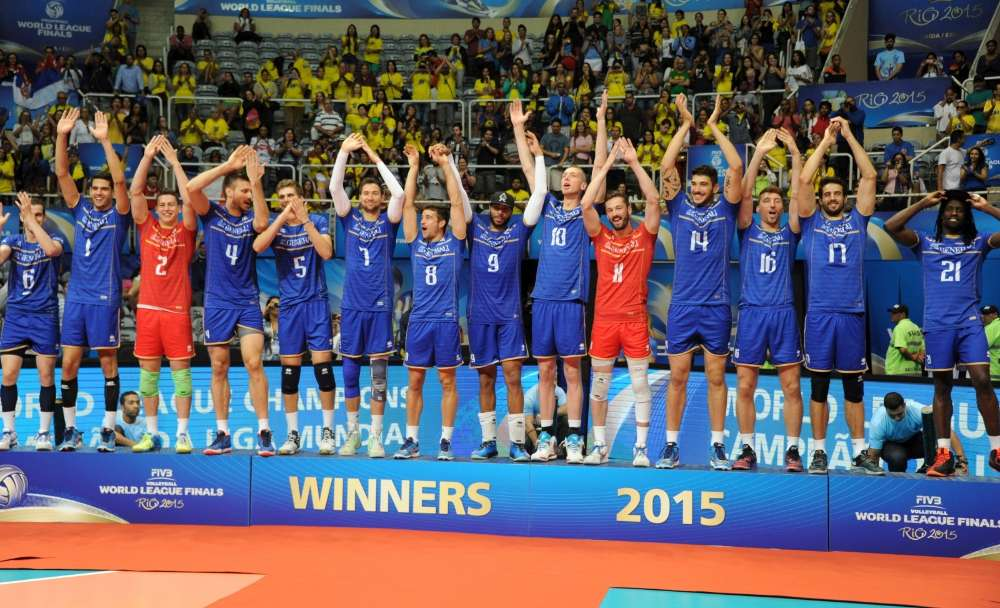
L'équipe de France vainqueur de la Ligue mondiale 2015 au Maracanãzinho de Rio.

En 2015, l’équipe de France démarre sa campagne pour la Ligue mondiale en deuxième division. Elle remporte 14 matchs d’affilée et termine vainqueur de cette division 2. Pour la phase finale, elle est reversée dans la poule des États-Unis et du Brésil. Après deux victoires et une défaite elle parvient en finale. Le 19 juillet 2015, La France bat la Serbie en finale par 3 set à 0 (25-19, 25-21, 25-23) au Ginásio do Maracanãzinho de Rio de Janeiro et remporte le premier titre de leur histoire sur la scène internationale. Earvin Ngapeth est élu meilleur joueur du tournoi par la FIVB. Une consécration pour l’équipe de France surnommée « Team Yavbou » par ses joueurs.
Le 18 octobre 2015, l'équipe de France remporte le Championnat d'Europe, son premier trophée majeur et met fin à 67 ans d'attente depuis sa première participation à une compétition majeure. Cette victoire s'est construite à la suite de performances de très haut niveau comme en témoignent les succès contre l’Italie et la Bulgarie, acquis alors que les Français étaient menés deux manches à rien. Deux sélections affrontées de plus chez elles, respectivement lors du premier tour, et en demi-finale devant plus de 13 000 supporters bulgares. En finale, les Bleus battent nettement la Slovénie 3 set à 0 à Sofia. Sur la balle de match, Earvin Ngapeth termine par un smash renversé. À l'issue de la compétition, Antonin Rouzier est élu meilleur joueur par la CEV. Les Bleus concluent une année 2015 historique au cours de laquelle ils ont gagné 23 de leurs 24 matchs officiels et ont remporté la Ligue mondiale et le titre de champion d’Europe,.

#### 2016: une olympiade pour apprendre

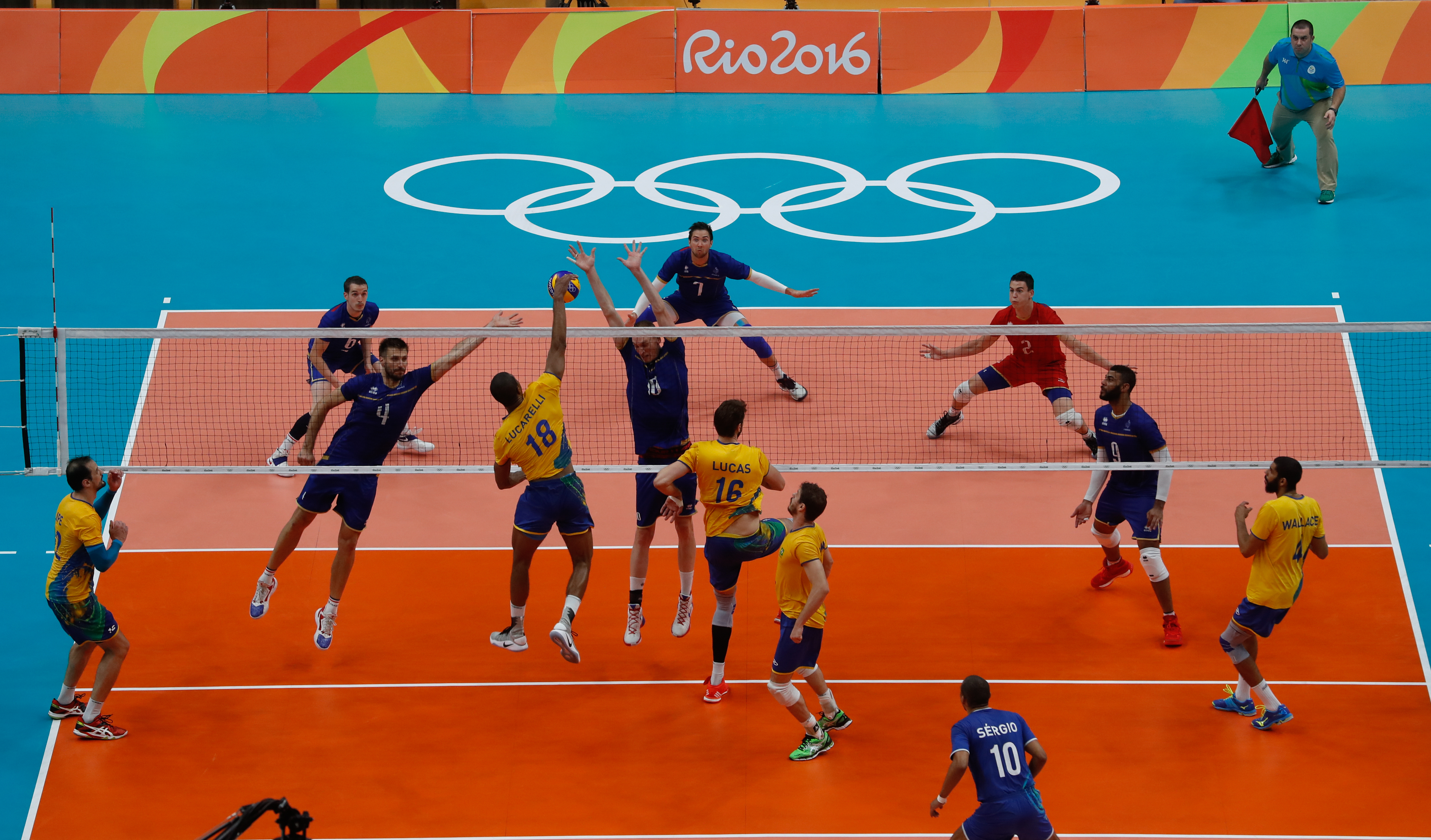
Brésil - France aux Jeux olympiques de 2016.

La France termine neuvième des Jeux olympiques de Rio en 2016 après deux olympiades successives manquées.

#### 2017: confirmation avec un deuxième titre en Ligue mondiale
Le 8 juillet 2017, les Bleus confirment leur statut en s'adjugeant une seconde Ligue mondiale deux ans après la première. Lors de la finale, l'équipe de France réalise l'exploit en terre brésilienne de battre la seleção, championne olympique 2016, par 3 manches à 2 à l'Arena da Baixada. Comme lors de l'édition 2015, Earvin Ngapeth est élu meilleur joueur du tournoi. Cette compétition est la dernière sous l'appellation « Ligue mondiale » avant d'être renommée « Ligue des nations » à partir de l'édition suivante.

#### 2018: une seconde place en Ligue des nations à domicile
En 2018, l’équipe de France dispute la phase finale de la Ligue des nations à domicile au stade Pierre Mauroy de Villeneuve-d'Ascq. Les Bleus s'inclinent 0-3 en finale face à la Russie (22-25, 20-25, 23-25).

#### 2019: la déception de l'Euro à domicile
En septembre 2019, la France dispute la phase finale du Championnat d'Europe à domicile, ce qui constitue une première dans une compétition majeure depuis 33 ans et le Mondial 1986. Le premier tour se déroule à la Sud de France Arena de Montpellier où les Bleus remportent leur cinq rencontres et finissent premier de leur poule devant l'Italie qui est la seule sélection a leur avoir pris un set. Ils prennent ensuite la direction de Nantes et de son Hall XXL pour le début de la phase à élimination directe. En huitièmes de finale, l'équipe de France se défait aisément de la Finlande (3-0) avant de rencontrer à nouveau l'Italie pour le quart de finale, qu'ils battent sèchement (3-0) dans un match épique. Le dernier carré de la compétition se dispute à l'AccorHotels Arena à Paris où les Bleus font face à l'Équipe de Serbie en demi-finale. La rencontre est disputée jusqu'à la cinquième et dernière manche, moment où la Serbie prend un avantage définitif (2-3). Moins de 24 heures après la demi-finale, la compétition se termine sur une dernière défaite (0-3) où la France usée, ne peut empêcher la Pologne de prendre la troisième place.

#### 2020: une deuxième qualification consécutive pour les JO, annonce de départ du sélectionneur, pandémie et report des JO
Au Tournoi de qualification olympique de Berlin, en janvier 2020, les Bleus sont menés deux sets à zéro en demi-finale par la Slovénie avant de renverser la partie (3-2) puis de valider leur billet pour Tokyo lors de la finale face à l'Allemagne (3-0). Le 10 mars, Laurent Tillie annonce à la surprise générale qu'il quitte son poste de sélectionneur national à l'issue des Jeux de Tokyo 2020. Cette annonce intervient seulement quelques jours avant que la pandémie de Covid-19 ne sévisse fortement et durablement à travers le monde. Par conséquent, la Ligue des nations 2020 est annulée et les Jeux olympiques de Tokyo sont reportés à l'été 2021. L'équipe de France ne joue donc plus de rencontres internationales au cours de l'année.

#### 2021: l'apogée d'une sélection
Le 12 avril, Bernardo Rocha de Rezende, entraîneur brésilien ayant le plus grand palmarès de l'histoire du volley-ball mondial, est annoncé par la fédération française pour prendre la succession du technicien français.
En mai 2021 et après plus de 16 mois d'inactivité, les Bleus font leur retour à la compétition à l'occasion de la Ligue des nations 2021 se disputant à Rimini en Italie, pour un tournoi servant de répétition générale avant les Jeux olympiques. Après un premier tour marathon de quinze rencontres, ils se classent troisième de la phase finale derrière le Brésil et la Pologne.

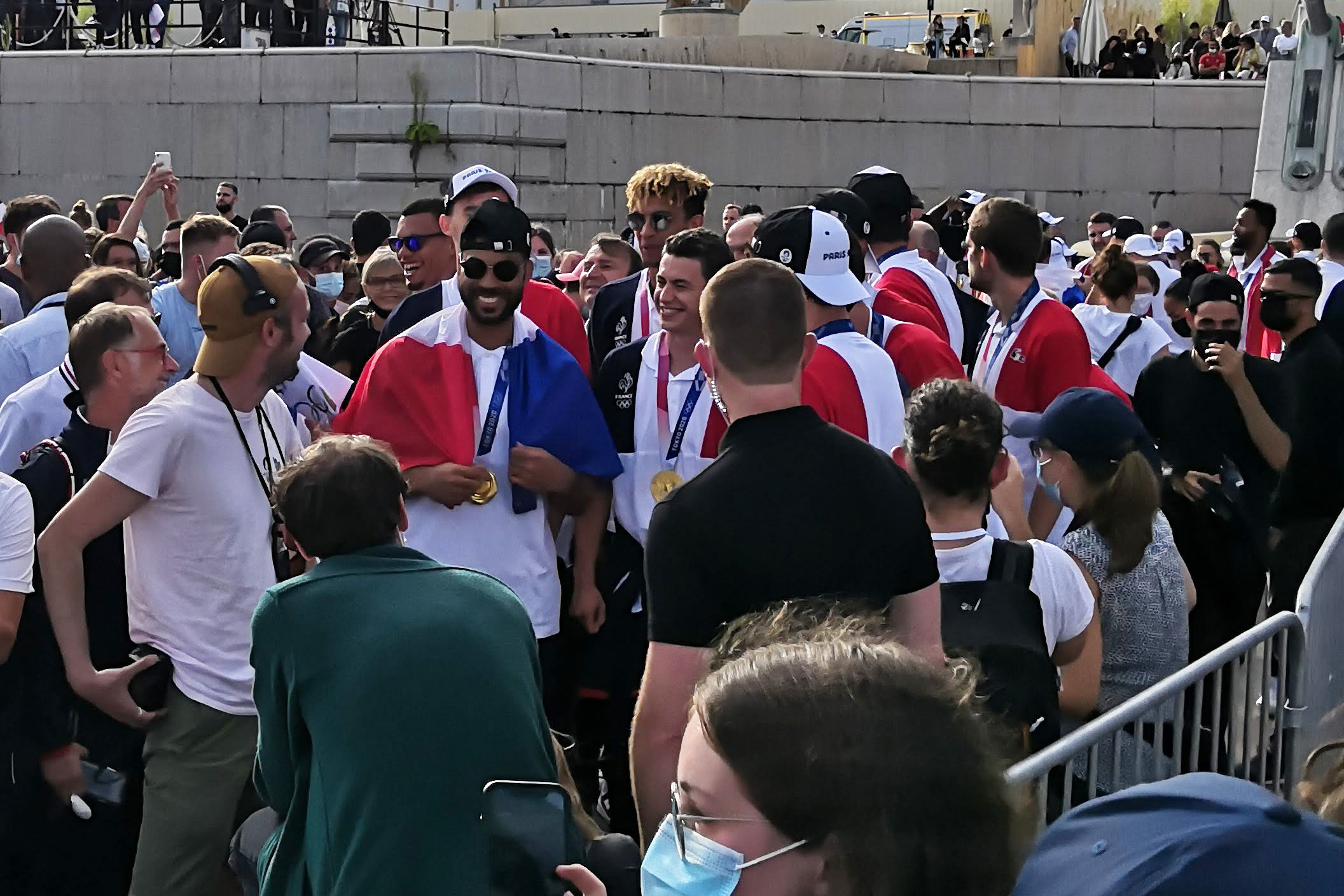
Retour des medaillés de Tokyo 2020 à Paris.

Pour sa 5e participation aux Jeux olympiques, la France est placée dans la poule B, avec le Brésil, les États-Unis, la Russie, l’Argentine et la Tunisie où les quatre premiers se qualifient pour les quarts de finale. L’équipe de France n’a jamais fait mieux qu’une huitième place aux JO, en 1988 à Séoul, et reste sur une décevante neuvième place à Rio en 2016. L'entrée dans la compétition olympique est cahoteuse avec une défaite contre les États-Unis (0-3) puis contre l’Argentine (2-3) avant une qualification in extremis grâce aux deux sets arrachés aux Brésiliens malgré la défaite (2-3) lors de l’ultime journée de la phase de poule. Présente pour la première fois de son histoire en quarts de finale des Jeux olympiques, l'équipe de France réalise l'exploit en s'imposant en cinq sets (21-25, 25-22, 21-25, 25-21, 15-9) face à la Pologne, double championne du monde (2014 et 2018) au terme d'un match mémorable. En demi-finale, les Bleus prennent leur revanche sur l'Argentine (3-0) qui les avait battue lors du premier tour.
Le 7 août, jour de la finale, l'équipe de France réalise le plus grand exploit de son histoire en devenant championne olympique pour la première fois, en battant l'équipe du Comité olympique russe au bout du cinquième set décisif (25-23, 25-17, 21-25, 21-25, 15-12). Antoine Brizard se montre décisif durant l'ultime manche par un smash malicieux donnant deux balles de match à son équipe. Earvin Ngapeth lui, marque 26 points dont 21 en attaque. Pour son parcours et particulièrement en finale, il est désigné meilleur joueur de ce tournoi. Il figure également dans l'équipe-type avec deux de ses coéquipiers : Barthélémy Chinenyeze et le libéro Jenia Grebennikov.
Avec ce sacre, Laurent Tillie conclut en apothéose son mandat de neuf années à la tête de l'équipe de France. Son bilan est exceptionnel avec deux titres majeurs (Euro 2015, JO 2020) et deux Ligues mondiales (2015, 2017) remportés, permettant à la sélection de s'installer durablement au plus haut niveau mondial. Son mérite est également d'avoir apporté au volley-ball français ses premiers titres internationaux en plus de l'avoir sortie d'un certain anonymat médiatique.

### La parenthèse Bernardo Rezende (2021-2022)

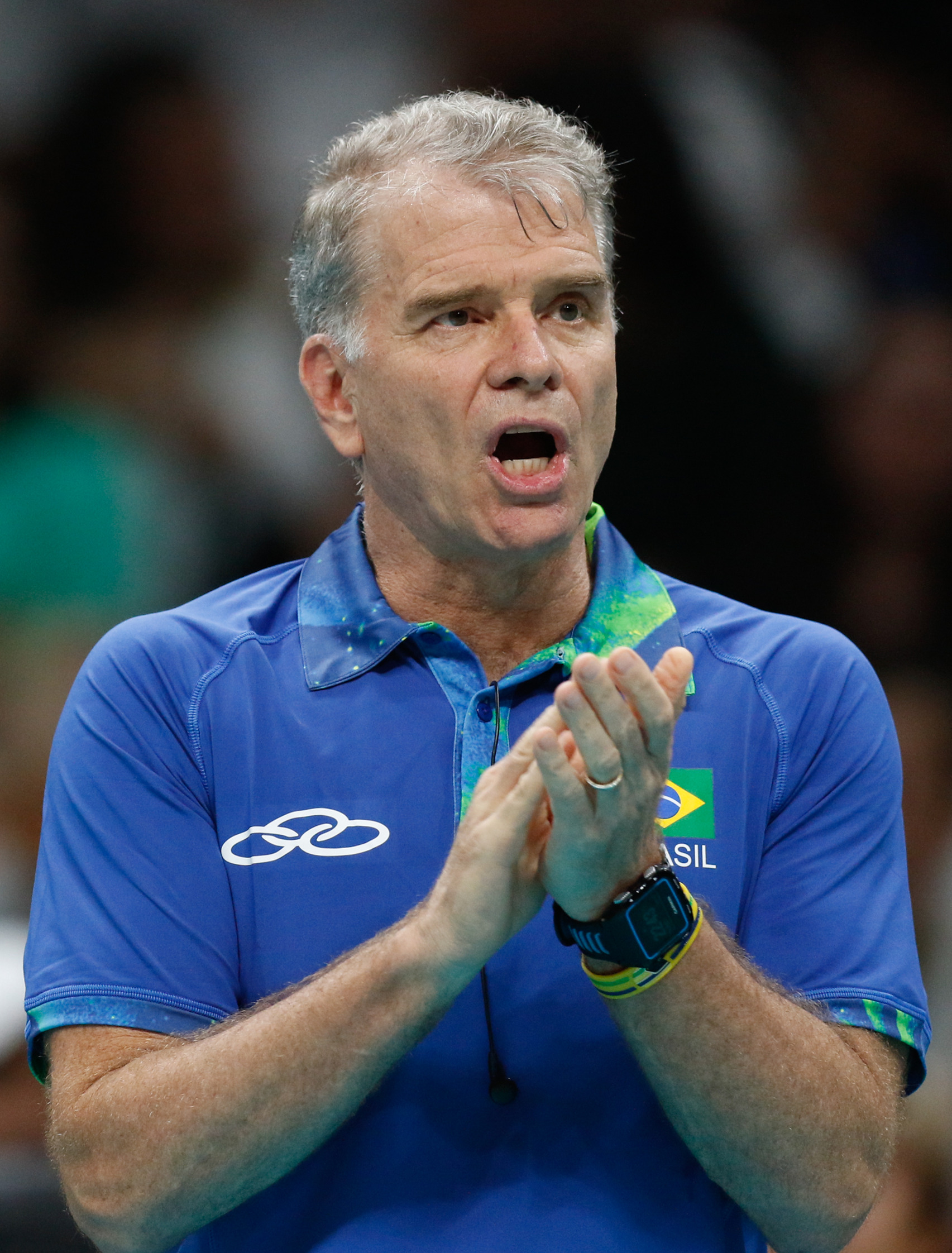
Bernardo Rezende

Le 9 août 2021, au lendemain de la clôture des Jeux olympiques 2020, Bernardo Rocha de Rezende, dit Bernardinho débute officiellement son mandat avec l'équipe de France. Son contrat court jusqu’aux Jeux olympiques de Paris en 2024, avec comme étapes intermédiaires l’Euro 2021, le Mondial 2022 et l’Euro 2023. Il devient le premier sélectionneur étranger à prendre la tête des Bleus depuis le Russe Vladimir Kondra en 1995. Depuis sa finale à Tokyo, l'équipe de France dispose seulement de 27 jours pour préparer sa troisième compétition de l'été avec le championnat d'Europe dont le premier match des Bleus est prévu le 3 septembre. Le 29 août, le nouveau sélectionneur communique sa liste définitive de quatorze joueurs. Parmi eux, dix des douze champions olympiques de Tokyo y figurent. Seuls Kévin Tillie et Stephen Boyer ne sont pas présents pour raisons familiales et quatre autres joueurs sont retenus : Benjamin Diez, Théo Faure, Mousse Gueye et François Rebeyrol.

#### L'Euro 2021: la compétition de trop
En septembre 2021, l'équipe de France participe à un Championnat d'Europe pour la 30e fois à l'occasion de la 32e édition se déroulant dans quatre pays (Estonie, Finlande, Pologne et Tchéquie). Les Bleus disputent leur premier tour à Tallinn en Estonie. Le 9 septembre, ils le concluent par une cinquième victoire en autant de rencontres disputées, où seule l'Allemagne est parvenue à leur prendre un set, avant de se diriger vers la Tchéquie pour le début de la phase finale. En huitièmes de finale, après huit balles de match sauvées, les Français s'inclinent 0-3 (22-25, 19-25, 32-34) face à l'équipe tchèque qui évolue à domicile à Ostrava. Usés, les champions olympiques et médaillés de bronze de la Ligue des nations ne peuvent monter sur un troisième podium en un été, en conséquence d'une longue campagne internationale (31 matchs officiels et deux amicaux depuis mai). Comme lors de l'Euro 2017, les Bleus sont éliminés en huitième de finale par cette même équipe.
Le 21 septembre 2021, l'équipe de France se qualifie officiellement pour le Championnat du monde 2022 au bénéfice de sa quatrième place au classement mondial des nations.
Le 22 mars 2022, la Fédération française de volley annonce la démission du sélectionneur Bernardo Rocha de Rezende pour raison personnelle.

### Ère Andrea Giani, depuis mars 2022
L'Italien Andrea Giani succède à Bernardo Rezende le 29 mars 2022.

#### 2022: Champion de la Ligue des Nation et quart de finale aux championnats du monde
Le 8 juillet 2022, la France atteint pour la première fois de son histoire la 2e place du classement mondial de la FIVB, derrière la Pologne, après une victoire 3 set à 0 face au Brésil lors du tour préliminaire de la Ligue des nations 2022. Dernière équipe qu'elle devance désormais, illustrant la dimension prise par la sélection française depuis 2015. Présente en finale, deux semaines plus tard, elle remporte au tie-break un duel de haute lutte face aux États-Unis et s'octroie une 3e Ligue des nations, la première sous cette appellation. Le réceptionneur-attaquant Earvin Ngapeth se distingue avec un nouveau titre de meilleur joueur de la compétition.

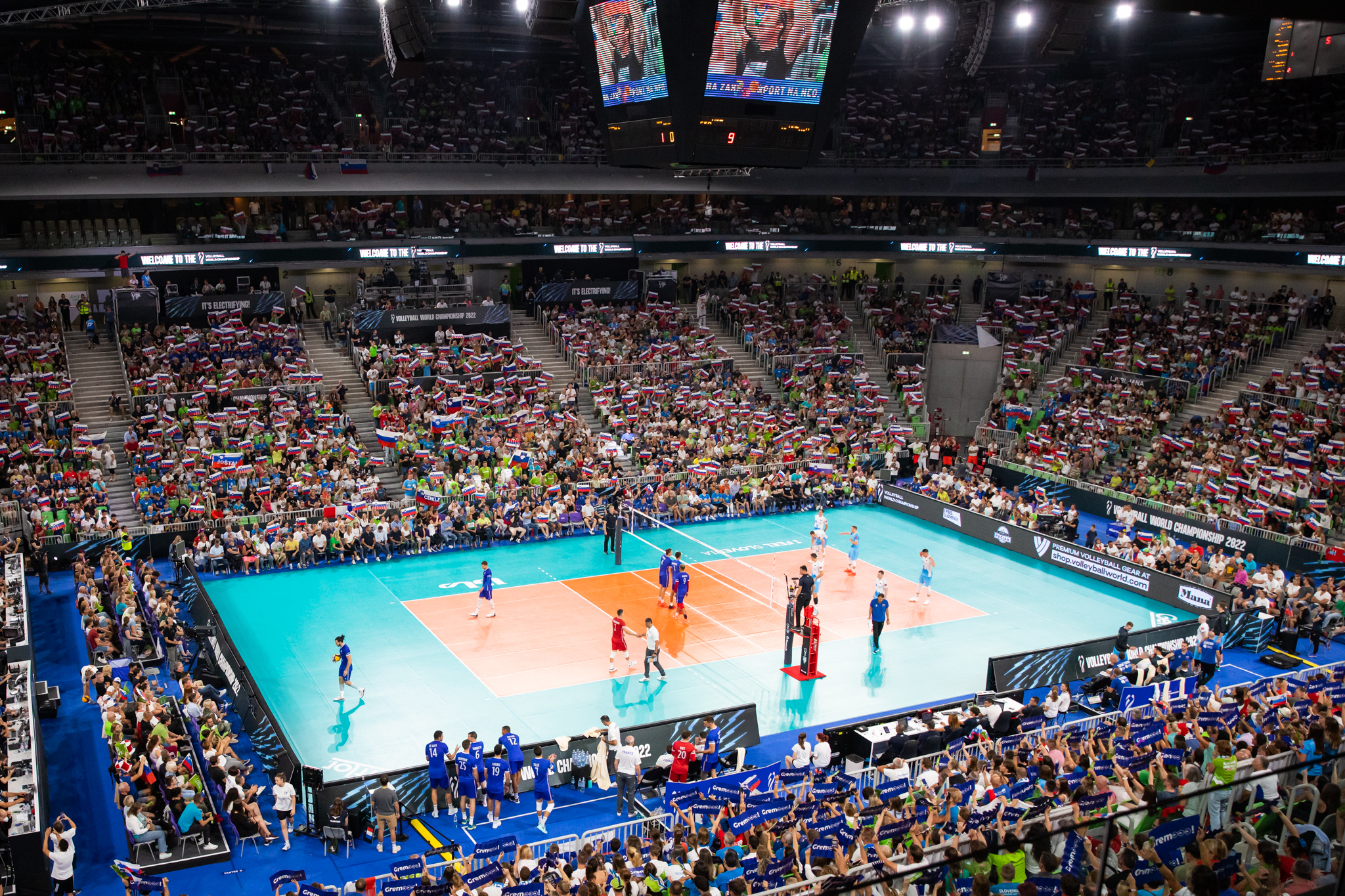
Match Slovénie-France au 1er tour du Championnat du monde 2022.

Après une remarquable première partie d’été, ponctuée de 12 victoires en 15 matchs de Ligue des nations et d’un nouveau trophée remporté dans l'épreuve, la France participe à partir de fin août 2022 à son 6e Championnat du monde consécutif avec le statut cette fois-ci d'un des favoris pour le titre. Le nouveau sélectionneur Andrea Giani convoque pour l'occasion 11 des 12 champions olympiques de Tokyo. Seul Daryl Bultor, blessé à l'épaule droite, est contraint de déclarer forfait. La liste des 14 joueurs est complétée par les centraux Médéric Henry et Quentin Jouffroy, et par le libéro Benjamin Diez,. Au 1er tour de la compétition, se déroulant à l'Arena Stožice de Ljubljana en Slovénie, les Français se sortent de situations compromises en renversant des scores lors des deux premiers matchs face à l'Allemagne (3-0) et la Slovénie (3-2), deux sélections auparavant dirigées par le technicien italien des Bleus. Face à l'équipe slovène, poussée par plus de 10 000 supporteurs, trois balles de match sont également sauvées, prouvant une fois de plus leur force mentale dans les grands rendez-vous,. Après une troisième victoire face au Cameroun (3-0), la France termine à la 1re place du groupe D et retrouve six jours plus tard le Japon en huitièmes de finale, équipe battue à deux reprises lors de la dernière Ligue des nations et entraînée par l'ancien joueur et sélectionneur tricolore Philippe Blain. Loin de son niveau de jeu habituel et face à des Japonais en pleine réussite, la France remporte très difficilement le match en cinq manches (25-17, 21-25, 26-24, 22-25, 18-16), passant également tout près de l'élimination après une balle de match non-convertie par les joueurs asiatiques dans le tie-break décisif. Deux jours plus tard, les Bleus disputent leur 5e et dernier match dans la salle slovène, sans Kévin Tillie, blessé à la voûte plantaire et forfait pour le reste du tournoi. Face aux champions d'Europe italiens, la France s'incline (26-24, 21-25, 25-23, 22-25, 12-15) et voit son parcours s'arrêter en quarts de finale après plus de deux heures d’une rencontre très disputée.

#### 2024: Double champions olympiques à domicile
Qualifiée dans la poule A, la France débute son tour préliminaire avec une victoire (3-2) face à la Serbie. Elle gagne après face aux Canadiens (3-0). Elle perd le match suivant face à la Slovénie (3-2). L'équipe de France se retrouve donc en quart de finale face à l'équipe d'Allemagne à laquelle ils furent accrochés durant les deux premiers set mais elle se ressaisit et gagne 3 set à 2 (18-25, 26-28, 25-20, 25-21, 15-13). Elle se retrouve en demi-finale face à l'équipe d'Italie championne du monde en titre et gagne 3 à 0 (25-20, 25-21, 25-21). Elle affronte en finale la Pologne, équipe classée en première position du classement mondial. Elle termine là aussi 3 set à 0 et devient alors double champions olympiques après son titre de Tokyo.

## Palmarès et parcours
L'équipe de France de volley-ball devient le 7 août 2021 la 9e sélection de l'histoire à être sacrée championne olympique. Elle devient également la 5e équipe française masculine de sport collectif à remporter ce titre, après l'équipe de rugby à XV en 1900, l'équipe de water-polo en 1924, l'équipe de football en 1984 et l'équipe de handball en 2008, et la 6e en ajoutant l'équipe de handball féminine en 2020.
A l'occasion des Jeux olympiques 2024, l'équipe de France masculine décroche un deuxième titre d'affilée en remportant la finale face à la Pologne (3 sets à 0 pour la France ; 25-19, 25-20, 25-23) le 10 août 2024, le tout en affichant un niveau de jeu proche de la perfection et en ayant empoché 9 sets d'affilée jusqu'au titre. Ce titre apporte une quinzaine médaille d'or à la délégation olympique française, égalant le record d'Atlanta de 1996.

### Palmarès principal
| Jeux olympiques - (2020, 2024) | Championnat du monde - (2002) | Championnat d'Europe - (2015) - (1948, 1987, 2003, 2009) - (1951, 1985) | Ligue des nations · (/Ligue mondiale) - (2015, 2017, 2022, 2024) - (2006, 2018) - (2016, 2021) |

### Parcours

#### Jeux olympiques
| Année | Position      |      | Année         | Position |               | Année | Position      |  | Année | Position |
| 1964  | Non qualifiée | 1980 | Non qualifiée | 1996     | Non qualifiée | 2012  | Non qualifiée |  |       |          |
| 1968  | Non qualifiée | 1984 | Non qualifiée | 2000     | Non qualifiée | 2016  | 9e            |  |       |          |
| 1972  | Non qualifiée | 1988 | 8e            | 2004     | 9e            | 2020  | Vainqueur     |  |       |          |
| 1976  | Non qualifiée | 1992 | 11e           | 2008     | Non qualifiée | 2024  | Vainqueur     |  |       |          |

#### Championnat du monde
| Année | Position         |      | Année         | Position |           | Année | Position |
| 1949  | 6e               | 1974 | 16e           | 2002     | Troisième |       |          |
| 1952  | 6e               | 1978 | 15e           | 2006     | 6e        |       |          |
| 1956  | 7e               | 1982 | 16e           | 2010     | 11e       |       |          |
| 1960  | 9e               | 1986 | 6e            | 2014     | 4e        |       |          |
| 1962  | Non participante | 1990 | 8e            | / 2018   | 7e        |       |          |
| 1966  | 18e              | 1994 | Non qualifiée | / 2022   | 5e        |       |          |
| 1970  | 17e              | 1998 | Non qualifiée | 2025     | À venir   |       |          |

#### Championnat d'Europe
| Année | Position      |      | Année         | Position |           | Année | Position |
| 1948  | Finaliste     | 1981 | 8e            | 2003     | Finaliste |       |          |
| 1950  | Non qualifiée | 1983 | 12e           | 2005     | 7e        |       |          |
| 1951  | Troisième     | 1985 | Troisième     | 2007     | 9e        |       |          |
| 1955  | 8e            | 1987 | Finaliste     | 2009     | Finaliste |       |          |
| 1958  | 8e            | 1989 | 5e            | 2011     | 7e        |       |          |
| 1963  | 8e            | 1991 | 9e            | 2013     | 5e        |       |          |
| 1967  | 10e           | 1993 | 9e            | 2015     | Vainqueur |       |          |
| 1971  | 14e           | 1995 | Non qualifiée | 2017     | 9e        |       |          |
| 1975  | 8e            | 1997 | 4e            | 2019     | 4e        |       |          |
| 1977  | 10e           | 1999 | 6e            | 2021     | 9e        |       |          |
| 1979  | 4e            | 2001 | 9e            | 2023     | 4e        |       |          |

#### Coupe du monde
| Année | Position        |      | Année         | Position |               | Année | Position |
| 1965  | 11e             | 1985 | Non qualifiée | 2003     | 5e            |       |          |
| 1969  | Non qualifiée   | 1989 | Non qualifiée | 2007     | Non qualifiée |       |          |
| 1973  | Édition annulée | 1991 | Non qualifiée | 2011     | Non qualifiée |       |          |
| 1977  | Non qualifiée   | 1995 | Non qualifiée | 2015     | Non qualifiée |       |          |
| 1981  | Non qualifiée   | 1999 | Non qualifiée | 2019     | Non qualifiée |       |          |

#### Ligue mondiale
| Année | Position      |      | Année     | Position |           | Année | Position |
| 1990  | 5e            | 2000 | 7e        | 2010     | 12e       |       |          |
| 1991  | 8e            | 2001 | 5e        | 2011     | 12e       |       |          |
| 1992  | 11e           | 2002 | 8e        | 2012     | 7e        |       |          |
| 1993  | Non qualifiée | 2003 | 10e       | 2013     | 10e       |       |          |
| 1994  | Non qualifiée | 2004 | 5e        | 2014     | 10e       |       |          |
| 1995  | Non qualifiée | 2005 | 8e        | 2015     | Vainqueur |       |          |
| 1996  | Non qualifiée | 2006 | Finaliste | 2016     | Troisième |       |          |
| 1997  | Non qualifiée | 2007 | 6e        | 2017     | Vainqueur |       |          |
| 1998  | Non qualifiée | 2008 | 10e       |          |           |       |          |
| 1999  | 7e            | 2009 | 9e        |          |           |       |          |

#### Ligue des nations
| Année | Position  |
| ----- | --------- |
| 2018  | Finaliste |
| 2019  | 5e        |
| 2021  | Troisième |
| 2022  | Vainqueur |
| 2023  | 8e        |
| 2024  | Vainqueur |
| 2025  | en cours  |

#### Autres tournois
| - Jeux méditerranéens - (1993, 1997) - (1967, 1983) - (1975, 1979, 2013) | - Mémorial Hubert Wagner - (2017) - (2015, 2018) | - Universiade d'été - (2001) - (1967) | - Championnat du monde militaire - (1961) |

## Joueurs et personnalités de la sélection

### Liste des sélectionneurs
Depuis 1937, la liste des sélectionneurs de l'équipe de France est la suivante :
| Rang | Nom                 | Période   |
| ---- | ------------------- | --------- |
| 1    | Plaswick            | 1938-1946 |
| 2    | René Verdier        | 1946-1947 |
| 3    | Marcel Mathoré      | 1947-1965 |
| 4    | Shigeyoshi Nagasaki | 1965      |
| 5    | Nicolae Sotir       | 1965-1968 |
| 6    | Georges Derose      | 1968-1970 |
| 7    | Roger Schmitt       | 1970-1979 |
| 8    | Jean-Marc Buchel    | 1979-1983 |

| Rang | Nom                | Période   |
| ---- | ------------------ | --------- |
| 9    | Gueorgui Komatov   | 1983      |
| 10   | Éric Daniel        | 1983-1984 |
| 11   | Jean-Marc Buchel   | 1984-1985 |
| 12   | Éric Daniel        | 1985-1988 |
| 13   | Gérard Castan      | 1988-1992 |
| 14   | Jean-Marie Fabiani | 1993-1994 |
| 15   | Jean-Michel Roche  | 1994-1995 |
| 16   | Gérard Castan      | 1995      |

| Rang | Nom              | Période   |
| ---- | ---------------- | --------- |
| 17   | Vladimir Kondra  | 1995-1999 |
| 18   | Pierre Laborie   | 1999-2000 |
| 19   | Philippe Blain   | 2001-2012 |
| 20   | Laurent Tillie   | 2012-2021 |
| 21   | Bernardo Rezende | 2021-2022 |
| 22   | Andrea Giani     | 2022-     |

### Records de sélections
Depuis 1937, la liste des joueurs de l'équipe de France ayant connu le plus grand nombre de sélections est la suivante :
| Rang | Nom                 | Période   | Sélections |
| ---- | ------------------- | --------- | ---------- |
| 1    | Hervé Mazzon        | 1980-1991 | 417        |
| 2    | Christophe Meneau   | 1986-2000 | 407        |
| 3    | Laurent Tillie      | 1982-1995 | 406        |
|      | Benjamin Toniutti   | 2010-?    |            |
| 4    | Alain Fabiani       | 1977-1992 | 392        |
| 5    | Stéphane Faure      | 1977-1988 | 350        |
| 6    | Philippe Blain      | 1980-1991 | 340        |
| 7    | Laurent Chambertin  | 1987-2002 | 336        |
| 8    | Éric Bouvier        | 1979-1992 | 325        |
| -    | Luc Marquet         | 1990-2003 | 325        |
| 11   | Stéphane Antiga     | 1998-2010 | 306        |
| 12   | Laurent Capet       | 1993-2003 | 300        |
| 13   | Jenia Grebennikov   | 2011-?    | 296        |
| 14   | Olivier Rossard     | 1986-1995 | 294        |
| 15   | Jean-Marc Jurkovitz | 1983-1993 | 290        |
| 16   | Frantz Granvorka    | 1996-2007 | 288        |
| 17   | Dominique Daquin    | 1994-2006 | 267        |
| 18   | Antonin Rouzier     | 2006-2016 | 256        |
| 19   | Pierre Pujol        | 2004-2014 | 254        |
| 20   | Patrick Duflos      | 1986-1995 | 253        |

### Effectif des 14 joueurs retenus pour leChampionnat du monde 2022[23].
| No                                                      | Nom                                                     | Date de naissance                                       | Taille | Poids | Poste                        | Club                         |
| ------------------------------------------------------- | ------------------------------------------------------- | ------------------------------------------------------- | ------ | ----- | ---------------------------- | ---------------------------- |
| 1                                                       | Barthélémy Chinenyeze                                   | 28 février 1998                                         | 202    | 80    | Central                      | Lube Civitanova              |
| 2                                                       | Jenia Grebennikov                                       | 13 août 1990                                            | 188    | 74    | Libero                       | Zenith St-Pétersbourg        |
| 4                                                       | Jean Patry                                              | 27 décembre 1996                                        | 207    | 94    | Attaquant                    | Powervolley Milan (it)       |
| 6                                                       | Benjamin Toniutti                                       | 30 octobre 1989                                         | 183    | 74    | Passeur                      | Jastrzębski Węgiel           |
| 7                                                       | Kévin Tillie                                            | 2 novembre 1990                                         | 198    | 85    | Réceptionneur-attaquant      | Projekt Varsovie             |
| 9                                                       | Earvin Ngapeth                                          | 12 février 1991                                         | 194    | 96    | Réceptionneur-attaquant      | Modène Volley                |
| 11                                                      | Antoine Brizard                                         | 22 mai 1994                                             | 196    | 96    | Passeur                      | Pallavolo Plaisance          |
| 12                                                      | Stephen Boyer                                           | 10 avril 1996                                           | 196    | 77    | Attaquant                    | Jastrzębski Węgiel           |
| 14                                                      | Nicolas Le Goff                                         | 15 février 1992                                         | 207    | 97    | Central                      | Montpellier HSC              |
| 15                                                      | Médéric Henry                                           | 20 juin 1995                                            | 212    | 106   | Central                      | Le Plessis-Robinson          |
| 17                                                      | Trévor Clévenot                                         | 28 juin 1994                                            | 199    | 90    | Réceptionneur-attaquant      | Jastrzębski Węgiel           |
| 19                                                      | Yacine Louati                                           | 4 mars 1992                                             | 198    | 90    | Réceptionneur-attaquant      | Fenerbahçe SK                |
| 20                                                      | Benjamin Diez                                           | 4 avril 1998                                            | 183    | 75    | Libero                       | Tours VB                     |
| 25                                                      | Quentin Jouffroy                                        | 5 juillet 1993                                          | 203    | 83    | Central                      | Narbonne Volley              |
|                                                         |                                                         |                                                         |        |       |                              |                              |
| Encadrement technique                                   | Encadrement technique                                   |                                                         |        |       | Légende                      | Légende                      |
| Entraîneur : Andrea Giani                               | Entraîneur : Andrea Giani                               | Entraîneur : Andrea Giani                               |        |       | : Capitaine                  | : Capitaine                  |
| Entraîneur(s) adjoint(s) : Roberto Ciamarra Loïc Geiler | Entraîneur(s) adjoint(s) : Roberto Ciamarra Loïc Geiler | Entraîneur(s) adjoint(s) : Roberto Ciamarra Loïc Geiler |        |       | : Joueur blessé actuellement | : Joueur blessé actuellement |
| Manager général : Caroline Thomas                       |                                                         |                                                         |        |       |                              |                              |

## Média

### Audiences télévisuelles
En janvier 2016, la finale France - Russie du tournoi de qualification olympiques est suivie en moyenne par 1,22 million de fans de volley sur l'Équipe 21, un record pour une chaîne TNT HD. Un pic à 1,66 million est enregistré pour la balle de match.
La demi-finale de l’Euro 2019 entre la France et la Serbie est suivie par 1,7 million de téléspectateurs de moyenne, avec un pic à 2,1 millions, représentant une audience record pour La chaîne L'Équipe.
Lors des Jeux olympiques 2020, l'équipe de France de volley-ball explose le pic d'audience de la compétition (tous sports confondus) retransmise sur France Télévisions durant son succès final face à la Russie (3-2) avec 6,8 millions de téléspectateurs ayant assisté au dernier point victorieux.